# TOSLINK
TOSLINK è uno standard di connessione in fibra ottica usato in ambito audio. È un marchio registrato di Toshiba Corporation, il nome è l'abbreviazione di TOShiba-LINK. Il nome generico per lo standard è EIAJ optical.

## Storia
Il TOSLINK fu in origine progettato dalla Toshiba per collegare tra loro lettori CD e ricevitori di propria produzione. In breve tempo venne adottato anche da altre aziende.

## Caratteristiche
La comunicazione dei dati avviene in formato seriale, ovvero punto a punto, quindi un solo dispositivo può essere connesso all'estremità del cavo. I primi sistemi TOSLINK trasferivano dati grezzi dal lettore, in seguito l'uso di dati grezzi è stato sostituito dallo standard S/PDIF.
Un cavo di segnale TOSLINK può utilizzare un conduttore di 1 mm in fibra ottica di plastica (polimetilmetacrilato o policarbonato). Data la loro elevata attenuazione della luce, la portata effettiva dei cavi ottici in plastica è limitata a circa 5 metri. Esistono cavi meno comuni ma più costosi, costruiti in vetro o fibre ottiche in silice, questi hanno minori perdite e possono estendere la portata effettiva del sistema TOSLINK fino a 10 metri ed oltre.
Il cavo in fibra ottica usato per TOSLINK, se viene piegato, può interrompere temporaneamente la trasmissione dei dati o danneggiarsi in modo permanente.
I connettori più comuni utilizzati con TOSLINK sono a forma rettangolare e compatibili con lo standard EIAJ/JEITA RC-5720 (anche CP-1201 e JIS C5974-1993 F05).

## Applicazioni
Il TOSLINK ha diverse applicazioni, il suo uso più comune è per segnali audio su apparecchiature di classe domestica, dove trasporta un flusso audio digitale tra componenti come MiniDisc, lettori CD e registratori DAT. Varie apparecchiature tra cui lettori Blu-ray Disc e console per videogiochi, lo utilizzano per collegare un eventuale decoder Dolby Digital/DTS.